# Ricardo Blanco Asenjo

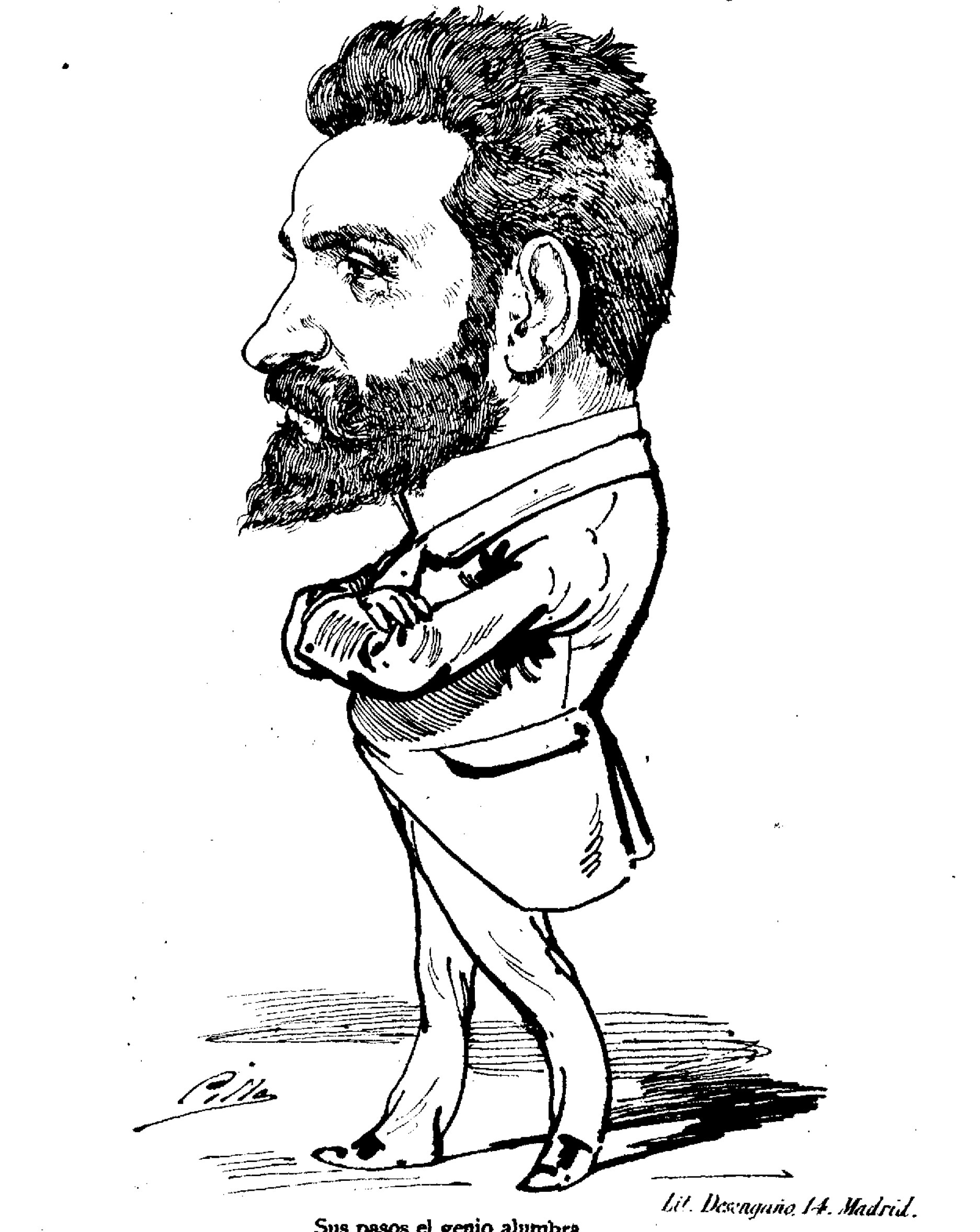
Ricardo Blanco Asenjo.

Ricardo Blanco Asenjo, född 1847 i Burgos, död den 3 mars 1897 i Madrid, var en spansk författare. 
Blanco Asenjo, som var studiekamrat till Manuel de la Revilla, utgav romanerna La tela de araña (1874) och Cuentos y novelas (1882) samt den lyriska dikten Pared por medio (1879) och diktsamlingen Penumbra (1881). Även på det litteraturhistoriska området vann han uppmärksamhet genom uppsatsen Teatro portugués del siglo XVI (1871).